# 니더리트역
니더리트역(독일어: Niederried)은 스위스 베른주의 니더리트 바이 인터라켄에 있는 기차역이다. 니더리트는 인터라켄과 루체른 사이를 운행하는 첸트랄반이 소유한 브뤼닉선의 정류장이다.

## 운행편
다음 서비스는 니더리트에서 정차한다.
- 레기오 : 인터라켄 동역과 마이링엔 사이를 매시간 운행한다.